# Дерев'яні церкви словацьких Карпат
Дерев'яні церкви словацьких Карпат — назва об'єкту Світової спадщини ЮНЕСКО в Словаччині, який складається з дев'ятьох дерев'яних релігійних будівель, споруджених у XVI—XVIII століттях у вісьмох різних місцях у Словаччині. Сюди входять дві римо-католицькі (Гервартов, Тврдошин), три протестантські (так звані Артикульні церкви у Гронсеку, Лештінах, Кежмарку) і три греко-католицькі церкви (Бодруджаль, Руська Бистра, Ладомирова) плюс одна дзвіниця у Гронсеку. На додачу до цих церков є ще близько 50 дерев'яних церков на території нинішньої Словаччини здебільшого у північній і східній частині Пряшівського краю (див, приміром, цю карту [Архівовано 18 травня 2015 у Wayback Machine.]).

## Подробиці
Римсько-католицька дерев'яна церква Святого Франциска Ассизького у Гервартові (див. фото вище) має готичний характер, який втілює його висока, але тонка конструкція, незвична для дерев'яної церкви. Її збудовано у другій половині XV століття і, таким чином, вона є найстарішою такого роду церквою у Словаччині. Підлогу зроблено з каменю, що знову ж таки не схоже на більшість дерев'яних церков, де вона, як правило, дерев'яна. 1665 року у добу Реформації було додано рідкісні настінні розписи, які, зокрема, зображують Адама і Єви в Едемському саду або боротьбу Святого Георгія з драконом. Головний вівтар Діви Марії, Святої Катерини Александрійської та Святої Варвари було виготовлено між 1460 і 1470 роками та відреставровано у другій половині ХХ століття.

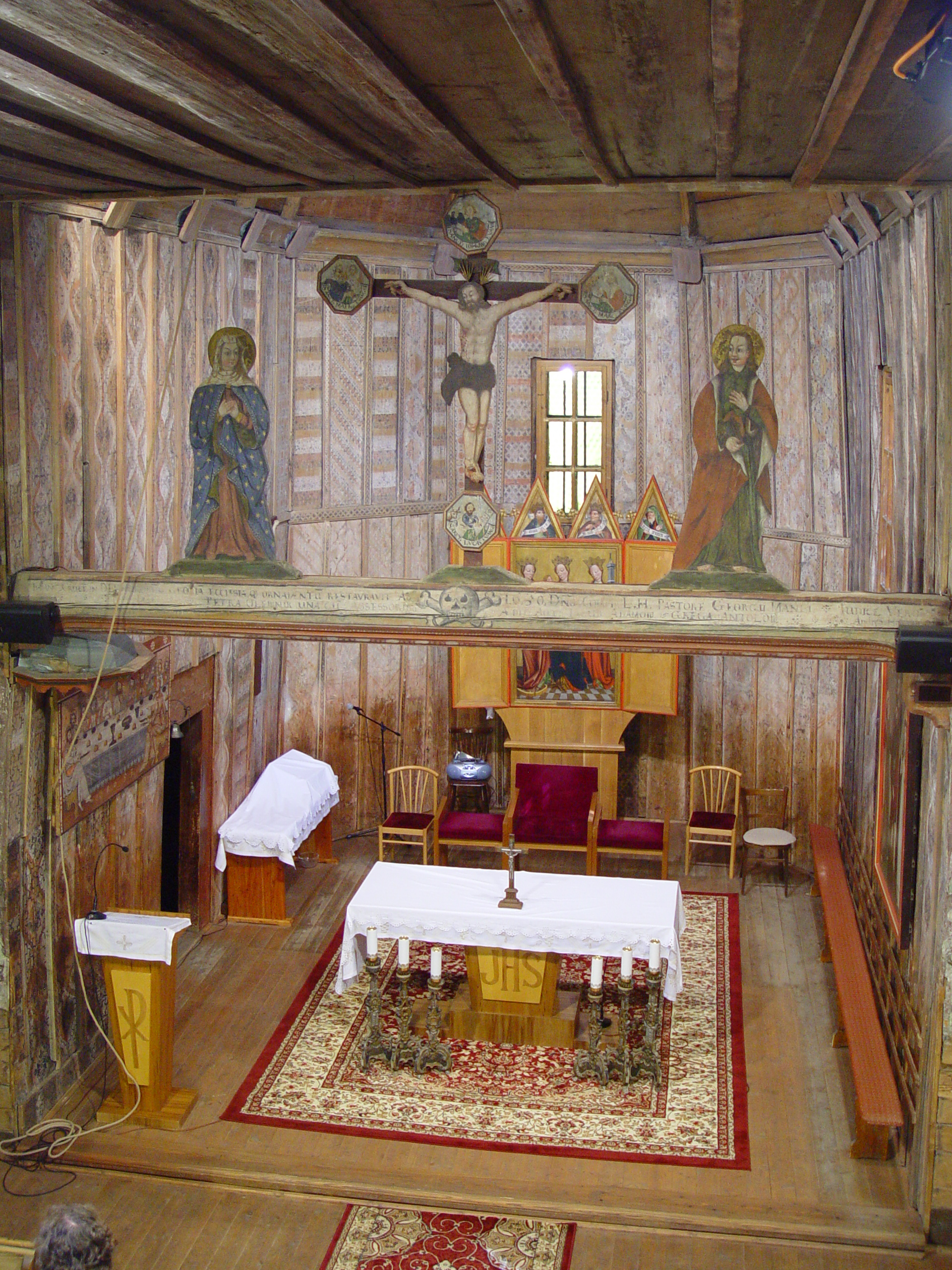
Внутрішній вигляд дерев'яної церкви у Гервартові

Римсько-католицьку готичну церкву Всіх Святих у Тврдошині побудовано у другій половині XV століття і видозмінено у стилі Ренесансу в XVII сторіччі. Головний вівтар у стилі бароко, який зображує всіх святих, існує з кінця XVII століття. Залишок початкового готичного вівтаря зі Святим Петром та Іваном Хрестителем після Першої світової війни опинився у музеї у Будапешті. Заслуговують на увагу і стельові розписи, що зображують зоряне небо, а також чимало релігійних артефактів із XVII століття.

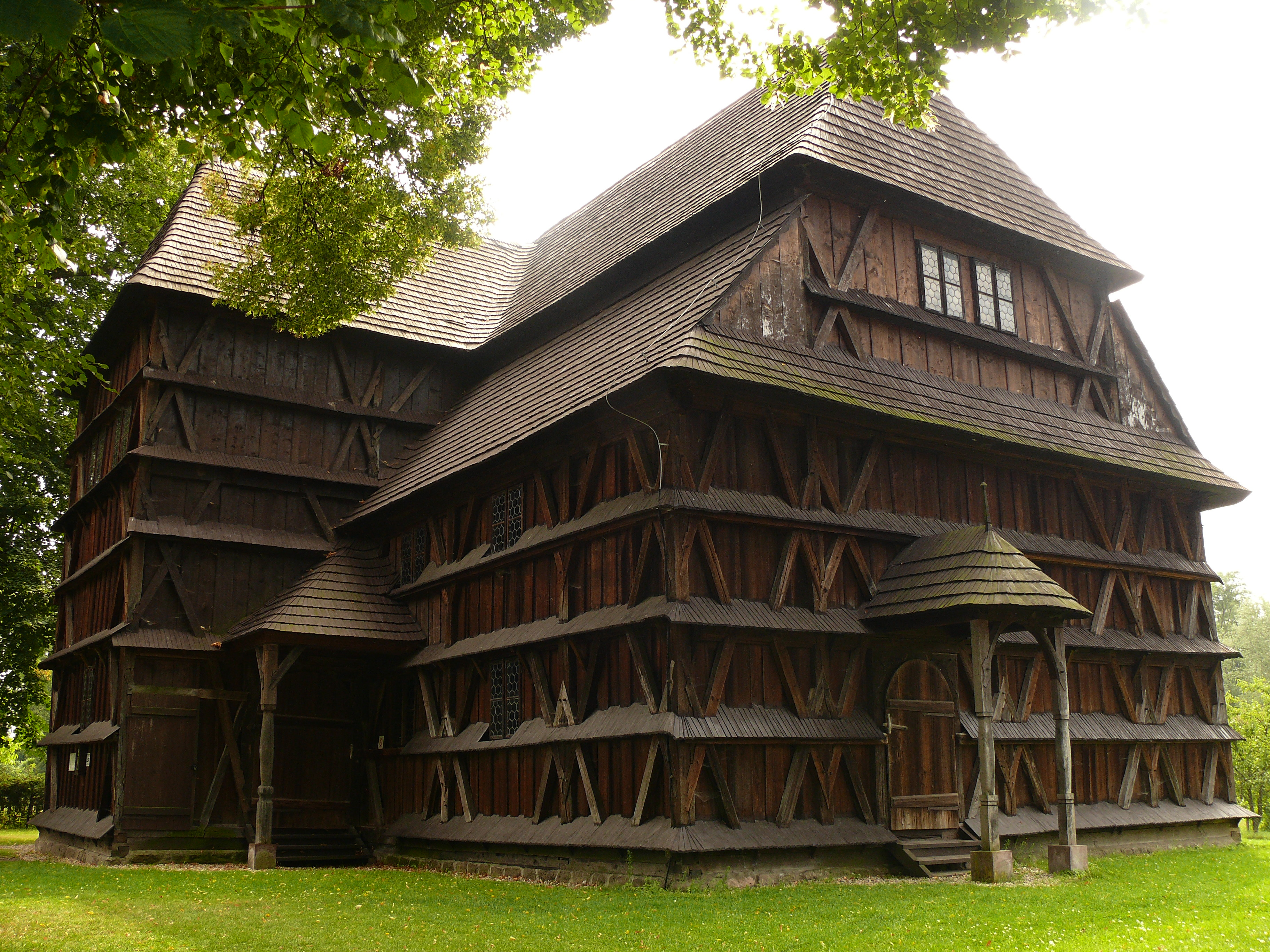
Дерев'яна артикулярна протестантська церква в Гронсеку

Будівництво церкви у Гронсеку розпочалося 23 жовтня 1725 і було закінчено восени 1726 року, в тому самому році, коли поруч було споруджено і дзвіницю. Церква заввишки 8 м і має форму хреста зі сторонами 23 і 18 м завдовжки. Позаяк там є багато незвичайних мотивів скандинавської архітектури, припускається, що на будівельному майданчику працювали умільці з Норвегії та/або Швеції. Унікальним є також розташування лавок на хорах, так що церква може вмістити 1100 вірян через свої 5 дверей.
Будівництво дерев'яної євангельської артикулярної церкви в Лештінах, що в Оравській області Словаччини, замовив Змешкал. Воно закінчилося 1688 року. Інтер'єр датується XVII—XVIII століттями. Він весь красиво розписаний. Головний вівтар — з XVIII століття, тут було охрещено відомого словацького поета Павла Орсага Гвездослава.

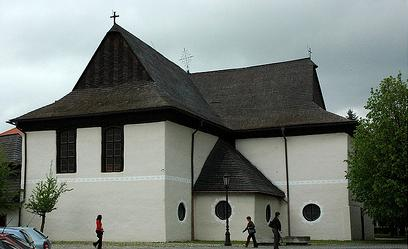
Дерев'яна артикулярна церква у Кежмарку

Побудована 1717 року у Кежмарку церква з одним із найбільш захопливих інтер'єрів з винятковими стінними розписами, а також різьбленнями по дереву, вважається найкрасивішою з останніх уцілілих 5 артикулярних церков у Словаччині.
Греко-католицьку церкву Святого Миколая у Бодруджалі зведено у 1658 році, вона складається з трьох взаємопов'язаних квадратної форми частин уздовж осі схід—захід із 3 вежами (найбільша з дзвонами), увінчаними маленькими куполами-цибулинками і залізними хрестами. Художньо вона належить до стилю народного бароко. Церква оточена кладовищем, стінами і дзвіницею ХІХ століття. Збереглися деякі з настінних розписів XVIII століття, а також іконостас та інші ікони з того самого сторіччя. Вівтар було реконструйовано в 1990-х роках, а згодом у 2004 році — і всю будівлю. Два з трьох дзвонів переплавили у Першу світову війну і замінили тільки у другій половині 1920-х років. Із 1968 до середини 1990-х років у церкві велися почергово греко-католицькі та православні відправи. Нині вона належить тільки греко-католицькій громаді.
Церкву Святого Миколая у Руській Бистрій побудовано на початку XVIII століття. Вона має тільки 2 башти, а її майже довершено геометрична форма даху нагадує традиційні будинки селян. Інтер'єр з релігійними артефактами сягає XVIII сторіччя.
Церкву Архангела Михаїла в Ладомировій споруджено 1742 року без єдиного цвяха. Вона має по суті той самий план, що й та, що в Бодруджалі, включаючи її околиці (стіна, цвинтар, дзвіниця).

## Галерея

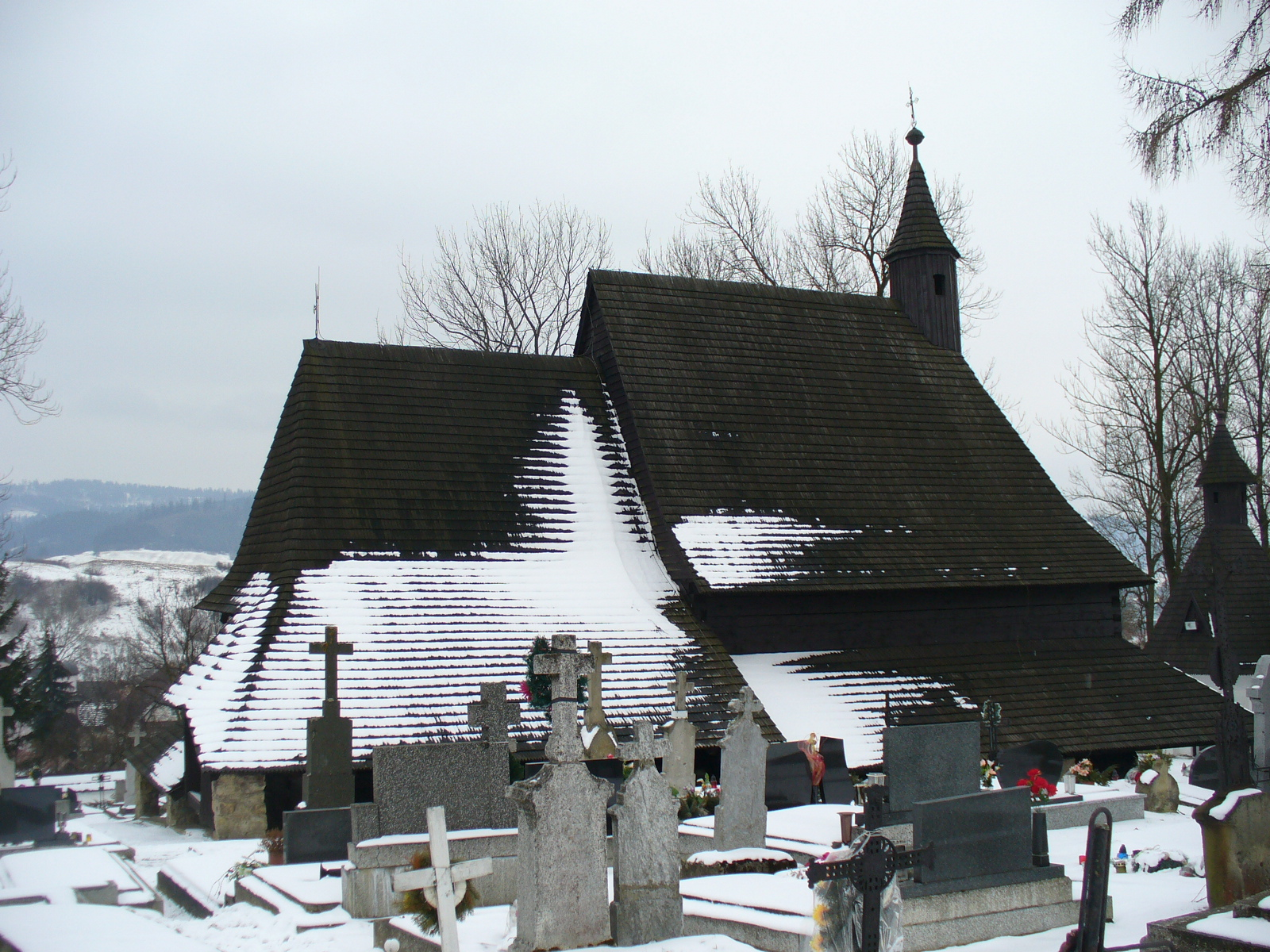
Дерев'яна римо-католицька Всіхсвятська церква у Тврдошині
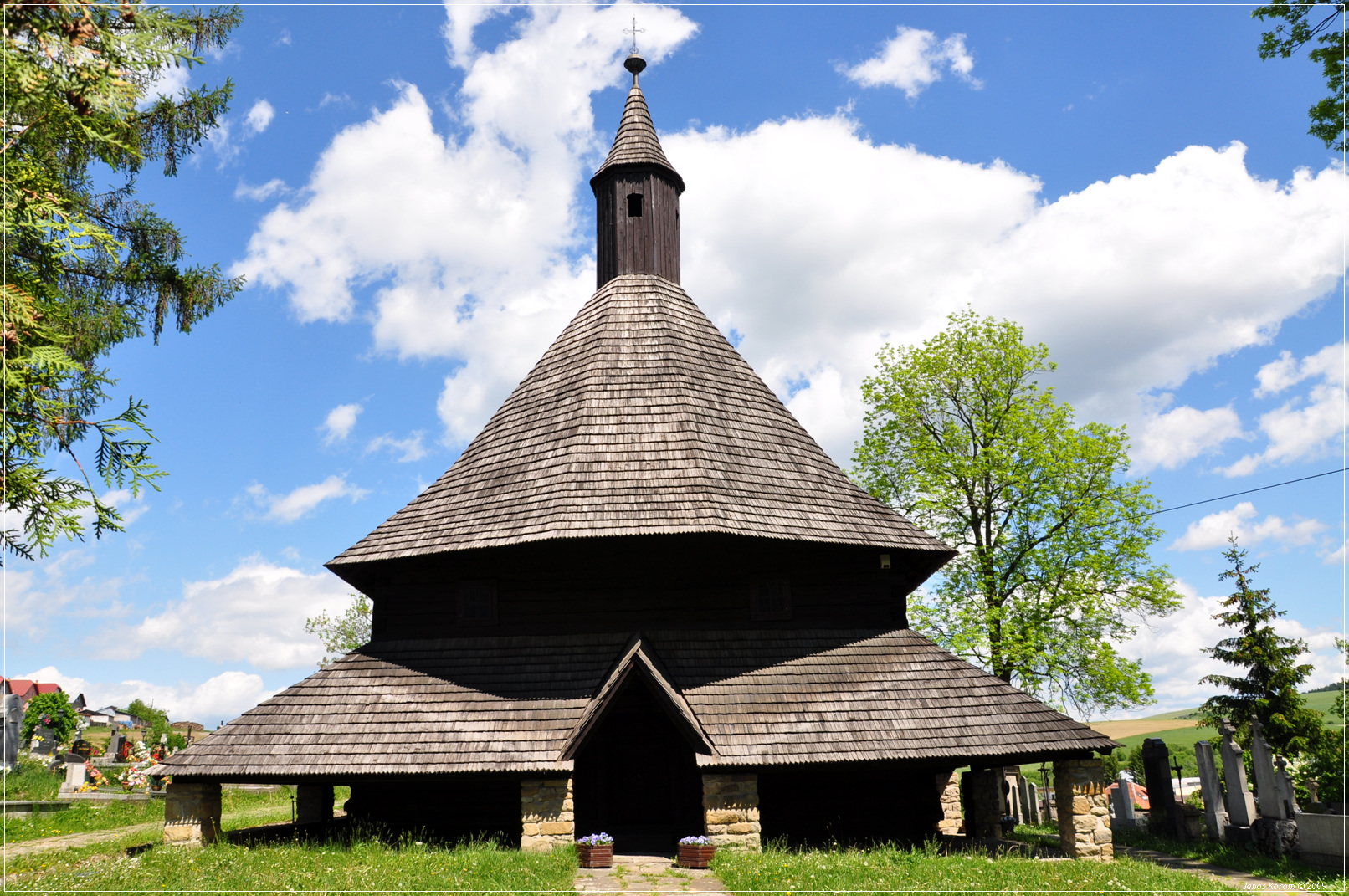
Дерев'яна римо-католицька Всіхсвятська церква у Тврдошині
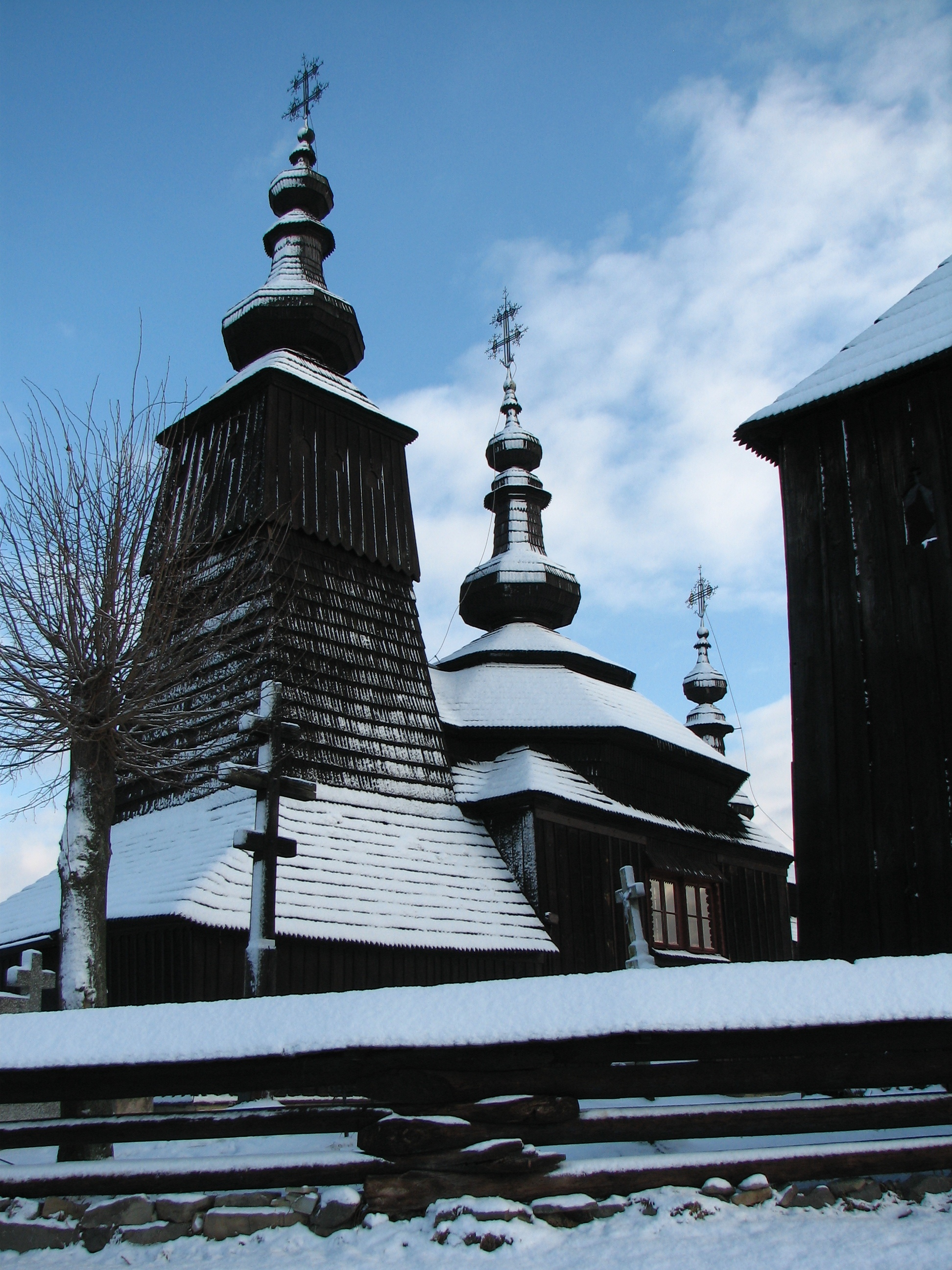
Дерев'яна православна церква архангела Михаїла у Ладимировій
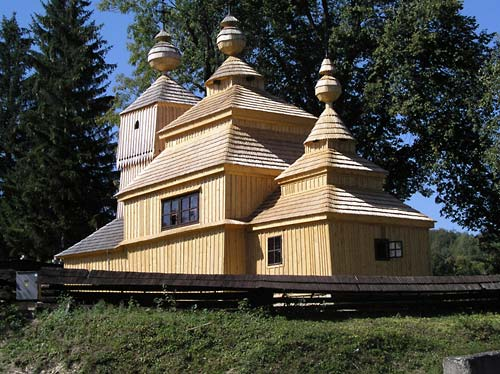
Дерев'яна греко-католицька церква святого Миколая у Бодруджалі
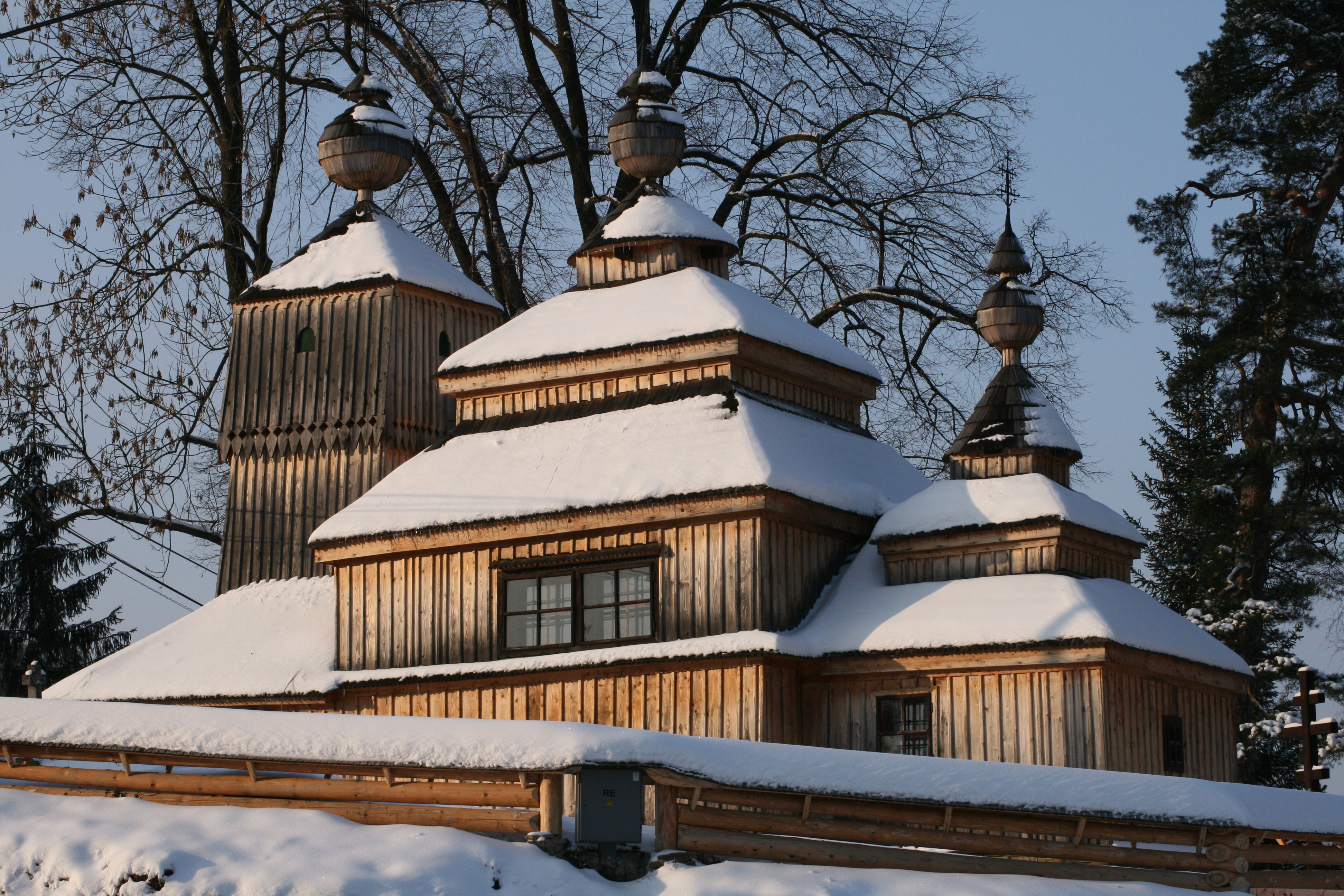
Дерев'яна греко-католицька церква святого Миколая у Бодруджалі
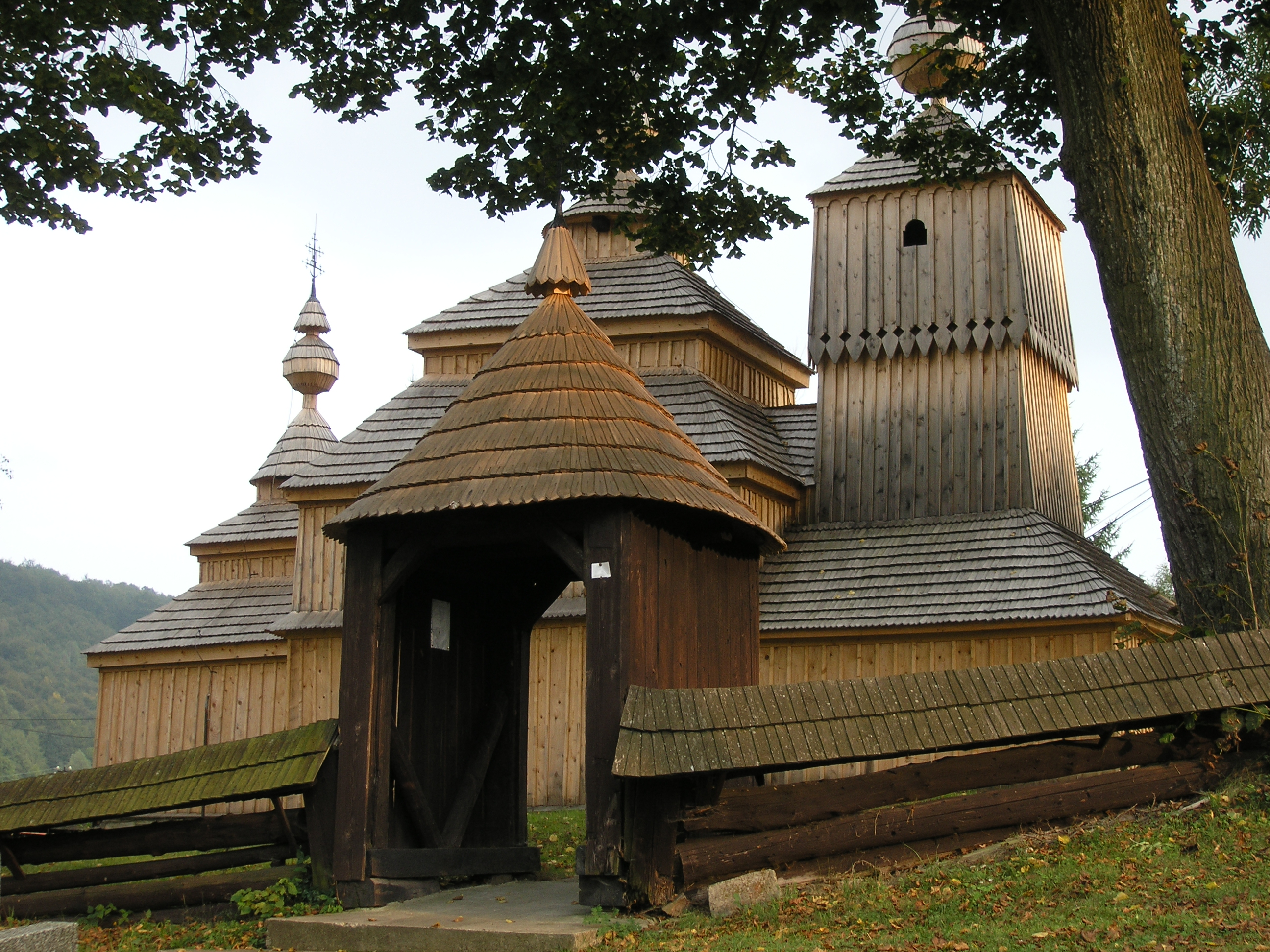
Дерев'яна греко-католицька церква святого Миколая у Бодруджалі
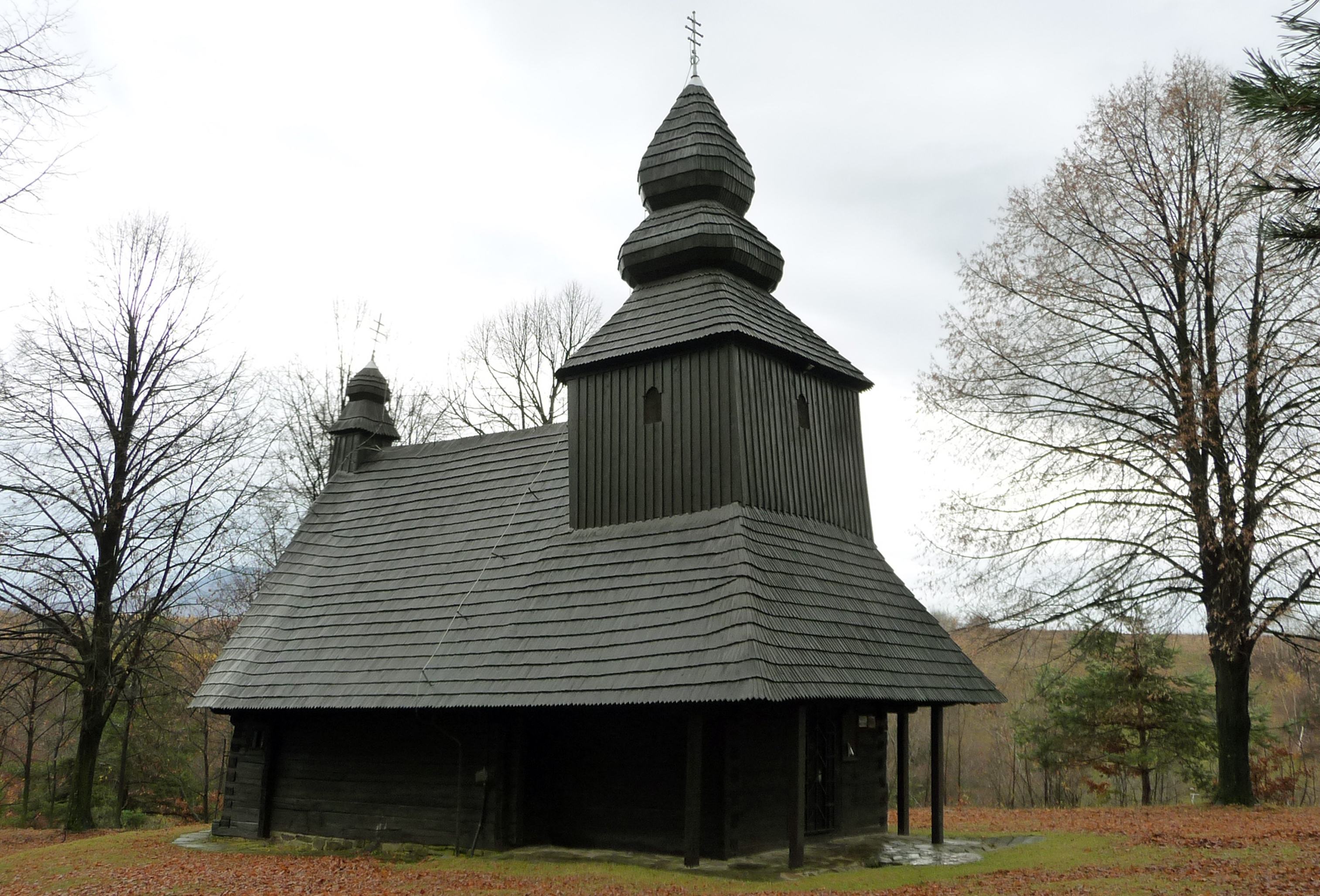
Дерев'яна греко-католицька церква святого Миколая у Руській Бистрій